# هاشم أباد (محمدية أردكان)
هاشم أباد (بالفارسية: هاشم‌آباد) هي قرية تقع في إيران في قسم محمدیة الريفي.